# Jo-Carroll Dennison
Jo-Carroll Dennison (Florence, 16 de dezembro de 1923 - San Jacinto, 18 de outubro de 2021) foi uma ex-atriz estadunidense. Ela foi eleita Miss America 1942.

## Biografia
Dennison nasceu em Florence, Arizona, filha do Sr. e da Sra. Carroll Dennison. Sua família morou mais tarde em São Francisco e Santa Bárbara na Califórnia, e em Tyler no Texas. Ela se formou na Hale Center High School em 1940 e foi estenógrafa em Tyler.

## Carreira
Dennison foi coroada Miss America em 12 de setembro de 1942, depois de entrar no concurso como Miss Texas. Ela já havia vencido as competições de talentos e de maiô no concurso. Como Miss América durante a Segunda Guerra Mundial, passou grande parte de seu tempo visitando "hospitais e campos de serviço" e vendendo títulos de guerra.

## Carreira cinematográfica
Depois de seu tempo como Miss America, Dennison foi para Hollywood. Em 18 de novembro de 1942, a 20th Century Fox assinou um contrato de sete anos. Ela teve papéis em Entre a Loura e a Morena (1943), Encontro nos Céus (1944) e Sonhos Dourados (1945).

## Vida pessoal
Dennison casou-se com o comediante Phil Silvers em 2 de março de 1945. Eles se divorciaram em 8 de março de 1950. Mais tarde se casou com o produtor de televisão Russell Stoneham e teve dois filhos com ele. Ela morreu em sua casa nos montes San Jacinto, no condado de Riverside. Ela era a mais velha Miss América ainda viva.